# Fondo de Promoción de las Áreas Naturales Protegidas del Perú
PROFONANPE, el fondo ambiental privado del Perú, es una organización privada sin fines de lucro peruana especializada en la captación y administración de recursos financieros de manera eficiente, destinados a la ejecución de programas y proyectos que contribuyan a la conservación de la biodiversidad, la mitigación y adaptación del cambio climático.

## Historia
PROFONANPE sucedió las funciones del extinto Fondo Nacional del Ambiente (FONAM), en base al Decreto de Urgencia n.º 022-2020 emitido por el ex Presidente de la República, Martín Vizcarra Cornejo. Mediante Decreto Ley n.º 26154, se crea el Fondo Nacional para Áreas Naturales Protegidas por el Estado -FONANPE-, como fondo fiduciario intangible destinado a la conservación, protección y manejo de las áreas naturales protegidas del Perú, constituido con los recursos provenientes de las donaciones de la cooperación técnica internacional destinados a este fin y los recursos complementarios que le sean transferidos por el sector público y privado, el cual pasó a ser administrado por PROFONANPE.

## Funciones
PROFONANPE tiene a su cargo la administración de los recursos para el cumplimiento de los siguientes fines:
- Contribuir a la conservación, protección y manejo de las ANP.
- Contribuir a financiar actividades de fortalecimiento de la capacidad técnica y operativa del SERNANP, para el óptimo cumplimiento de sus fines en lo que respecta al manejo, protección y gestión de las ANP.
- Promover la protección del ambiente, el fortalecimiento de la gestión ambiental, el uso sostenible de los recursos naturales y el patrimonio ambiental
- Promover la atención de los pasivos ambientales a fin de prevenir y/o mitigar la afectación de los ecosistemas, así como proteger la salud de las personas y el ambiente.

## Algunas publicaciones
- 2021. Sistema de Gestión Ambiental y Social de la Facilidad financiera para bionegocios Amazónicos. Lima: Fondo de Promoción de las Áreas Naturales Protegidas del Perú.
- 2021. Garay, Carolina (2021). Assessment of Social and Environmental Aspects of BioBusinesses of the Project “Building the Resilience of Wetlands in the Province of Datem del Marañón in Peru”. Lima: Fondo de Promoción de las Áreas Naturales Protegidas del Perú.
- 2021. Patrimonio Natural del Perú: naturaleza para todos, naturaleza para siempre. Lima: Fondo de Promoción de las Áreas Naturales Protegidas del Perú.